# Frei Otto

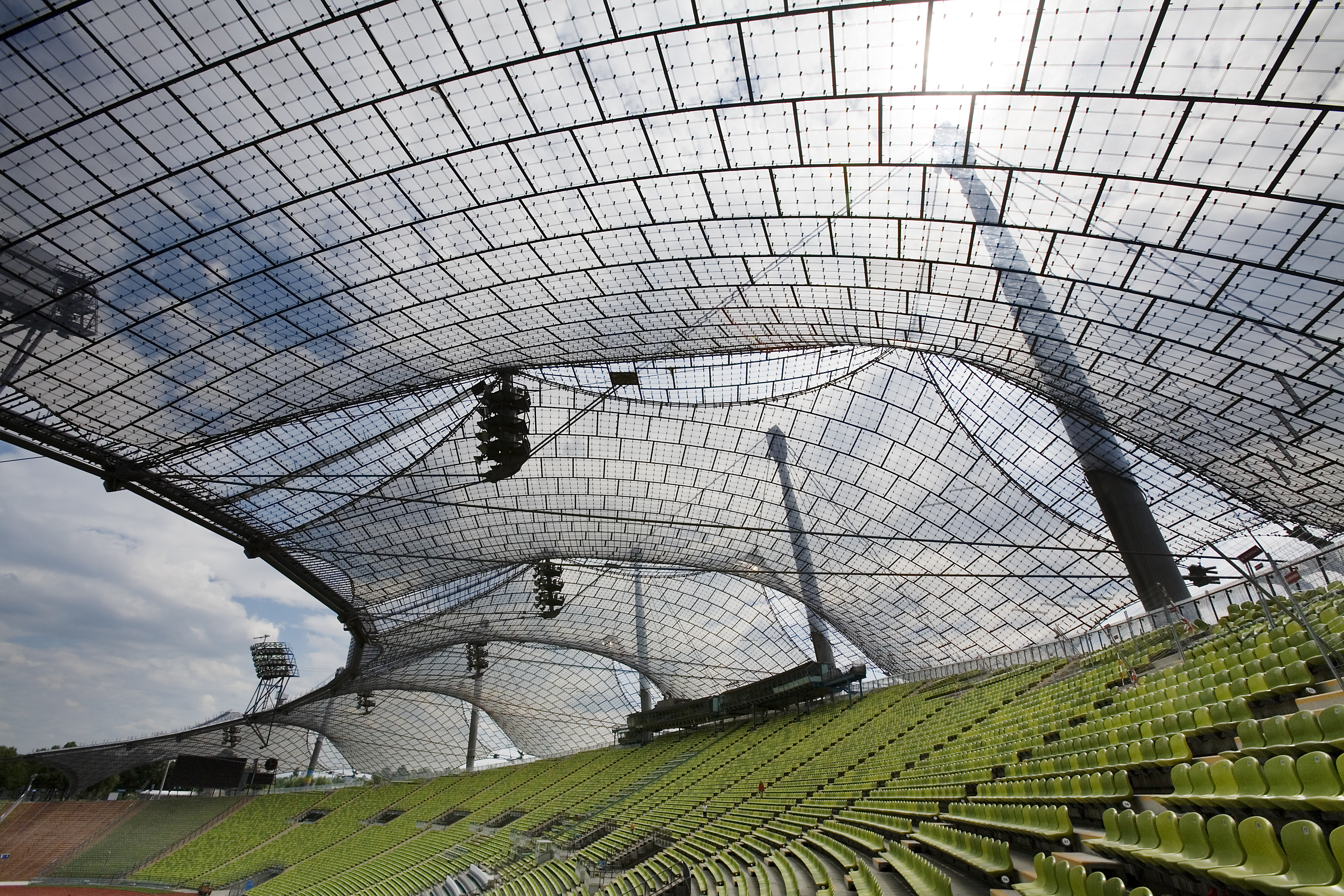
Dak van het Olympisch Stadion in München

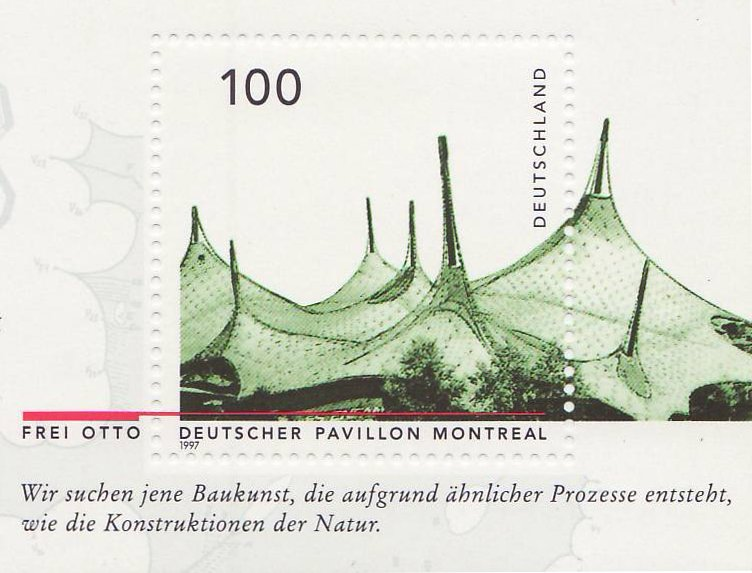
Duits Paviljoen van de Expo 67 op een postzegel

Frei Paul Otto (Siegmar, 31 mei 1925 - Warmbronn, 9 maart 2015) was een Duitse architect.

## Biografie
Frei Otto werd geboren in Siegmar, net buiten Chemnitz, maar groeide op in Berlijn. Zijn vader was beeldhouwer en beide ouders waren lid van de Deutscher Werkbund. In 1943 besloot Otto piloot te worden bij de Luftwaffe en later als voetsoldaat, waardoor hij uiteindelijk in 1945 te Neurenberg werd opgepakt en 2 jaar gevangen werd gezet in Chartres. Aldaar werkte hij als kamparchitect, door met minimale middelen tenten te bouwen. In 1948 begon hij met de studie Architectuur aan de Technische Universiteit van Berlijn en in 1950 studeerde Otto voor een half jaar Stedenbouwkunde en Sociologie aan de Universiteit van Virginia, waar hij contacten kreeg met onder meer Frank Lloyd Wright, Richard Neutra, Ludwig Mies van der Rohe, Eero Saarinen en Charles en Ray Eames.
Tussen 1964 en 1991 was Frei Otto als universitair professor verbonden aan de Universiteit van Stuttgart.
In 1952 begon hij als freelance architect in Berlijn, waar hij werkte aan het ontwikkelen van daken van textiel, met een onderliggende kabelnetconstructie. Het eerste voorbeeld hiervan was op een tuindersexpositie in 1955 in Kassel, waarvoor hij drie kleine overkappingen ontwierp. Zijn grote doorbraak kwam met het ontwerp voor het West-Duitse paviljoen voor de Wereldtentoonstelling van 1967 in Montreal, samen met Rolf Gutbrod en Fritz Leonhardt.
In 1968 werd Frei Otto met Gunther Behnisch gekozen om de stadions en sportcomplexen voor de Olympische Zomerspelen van 1972 in München te ontwerpen. Dit ontwerp bouwt verder op de tenten die Otto al sinds de jaren 50 ontwierp, maar gebruikt ditmaal een dak van pvc, waardoor de stalen netten duidelijk zichtbaar zijn.
Frei Otto overleed op 9 maart 2015 in zijn woonplaats Warmbronn, net buiten Stuttgart. Hij kreeg twee maanden later postuum de Pritzker Prize toegekend, de hoogste prijs binnen de architectuur.

## Selectie van werken
- West-Duits Paviljoen voor Expo 67, Montreal (1967)
- Gebouwen voor de Olympische Zomerspelen 1972, München (1972)
- Multihalle, Mannheim (1975)
- Vogelverblijf, Tierpark Hellabrunn, München (1980)